# Мало Блашко
Мало Блашко — населённый пункт в общине Лакташи, которая принадлежит энтитету Республике Сербской, Босния и Герцеговина. По результатам югославской переписи населения 1991 года в Мало Блашко проживало 204 человека.

## Население
| 1961                           | 1971 | 1981 | 1991 | - | - | - |
| ------------------------------ | ---- | ---- | ---- | - | - | - |
| 638                            | 589  | 571  | 592  | - | - | - |
| Гистограмма динамики населения |      |      |      |   |   |   |

### Национальный состав
1971 год:
- Сербы — 567
- Хорваты — 1
- Югославы — 0
- Другие — 21

1981 год:
- Сербы — 526
- Хорваты — 0
- Югославы — 25
- Другие — 20

1991 год:
- Сербы — 553
- Хорваты — 2
- Югославы — 26
- Другие — 10